# Caruso (песня)
Кару́зо (итал. Caruso, или по-русски «Па́мяти Кару́зо») — песня, посвящённая известному итальянскому оперному певцу Энрико Карузо. Песня была написана Лучо Далла в 1986 году и за короткое время приобрела большую известность во всём мире. Песню включали в репертуар множество исполнителей, в том числе и российские. Особую популярность песня приобрела после исполнения Лучано Паваротти. Значение песни противоречиво и спорно, но общий смысл состоит в том, что песня рассказывает о страданиях и чувствах человека, который думает о своей скорой смерти, смотря в глаза дорогой ему девушки.

## Сюжет
Эта песня в какой-то мере романтизирует последние дни Энрико Карузо в Сорренто и Неаполе. Карузо, будучи легендой итальянской лирической оперы, был одним из самых желанных исполнителей на рубеже XIX—XX веков. Жизнь его была очень сложной и не совсем счастливой, у него было много разногласий с итальянскими домами оперы. Больший успех и славу он получил в США. Энрико родился в очень бедной неаполитанской семье. У него было множество романов с замужними женщинами, имеющими отношение к миру искусств. Многие из этих отношений кончались трагически. От Ады Гьячетти (его самая долгая и страстная любовь), у него было двое сыновей, хотя она была и замужем, но в итоге она оставила Энрико ради их шофера. Незадолго до своей смерти он встретил девушку, которая была младше его на 20 лет. Они поженились и у них родилась дочь Глория, которую Далла упомянул в песне «Карузо»:
Guardó negli occhi la ragazza

quegli occhi verdi come il mare

Poi all’improvviso uscí una lacrima

e lui credette di affogare

Te voglio bene assai

ma tanto tanto bene sai
Непонятно, о ком говорится в припеве, когда он повторяет о своей любви. Это могли бы быть как дочь, так и его жена, так как слова «Ti voglio bene assai ma tanto bene sai» могли предназначаться обеим. Выражение «Ti voglio bene» переводится с итальянского так же как и «Ti amo» — я тебя люблю, но если вторую фразу говорят исключительно любимым, то первая может выражать и родственную любовь, к матери или к сестре, например.
Если Карузо говорил «Ti voglio bene» Дороти, то это могло значить, что он относился к ней больше как к дочери, нежели как к жене.

## Кавер-версии
- Сабина Скьюба и Антонио Форсионе исполнили песню в альбоме «Meet Me In London» в 1997 году. В 2003 году кавер-версия этой песни была также включена в альбом «Closer» Джоша Гробана
- Лара Фабиан — многонациональная певица, которая пела в канадском Квебеке, а также в Бельгии и США. Включила эту песню в альбом «En Toute Intimité»[2].
- Андреа Бочелли исполнил эту песню в своем дебютном альбоме «Il mare calmo della sera» и позже в своём наиболее успешном альбоме «Romanza».[3]
- В 1993 году Сергей Пенкин исполнил песню «Caruso» в своем альбоме «HOLIDAY».[4]
- В 2000 году Николай Басков снимает видеоклип, где исполняет данную композицию. Клип и песня в его исполнении некоторое время занимают топы чартов.[5](видео недоступно)
- Дима Билан исполнил песню «Caruso» на презентации своего дебютного альбома «Ночной хулиган».[6]
- 22 января 2010 года Денни Джонс из британской группы McFly исполнил сокращённую версию во втором раунде британского телевизионного шоу Popstar to Operastar.[7]
- В 1992 году группа Ricchi e Poveri исполнила песню в трибьют-альбоме «Allegro Italiano».[8]
- В 2019 году англо-итальянский исполнитель Daniel Zappi выложил на своем YouTube канале сокращённую кавер-версию песни, выступив с ней в том же году на шоу «Чехия и Словакия ищут таланты»

## Другие исполнители
Эту песню также исполняли:
- Ольга Кормухина
- Дима Билан
- Хосе Каррерас
- Хулио Иглесиас
- Аль Бано
- Мирей Матьё
- Тамара Гвердцители
- Александр Малинин
- Александр Градский
- Доро
- Арт-проект «ТенорА XXI века»
- Витас
- Хор Турецкого
- Леонид Агутин
- Патрик Фьори
- Il Volo
- Nino Porzio
- Джанни Моранди
- Флоран Паньи
- Тина Кароль
- Il Divo
- Сардор Милано
- Daniel Zappi
- Roberto Kel Torres

Massimo Ranieri